# Brehov
Brehov (in ungherese Imreg) è un comune della Slovacchia facente parte del distretto di Trebišov, nella regione di Košice.